# Béla Katona
Béla Katona (* 9. únor 1944, Budapest) je maďarský levicový politik, v letech 1990 až 2010 poslanec za Maďarskou socialistickou stranu (MSZP), v období od léta roku 1994 do jara 1995 ministr bez portfeje odpovědný za civilní zpravodajské služby, mezi lety 2009 a 2010 předseda Zemského sněmu. 

## Politická kariéra
- Parlamentní volby v Maďarsku 1990: poprvé zvolen poslancem z župní kandidátní listiny MSZP v obvodu hlavního města Budapešti.
- Parlamentní volby v Maďarsku 1994: podruhé zvolen poslancem za MSZP v jednomandátovém volebním obvodu (Budapest X-XVIII. ker.). V levicové vládě Gyuly Horna zastával od 15. července 1994 post ministra bez portfeje pro civilní zpravodajské služby. Odstoupil dne 31. března 1995, nahradil jej István Nikolits (MSZP).[1]
- Parlamentní volby v Maďarsku 1998: potřetí zvolen poslancem za MSZP v jednomandátovém volebním obvodu (Budapest X-XVIII. ker.).
- Parlamentní volby v Maďarsku 2002: počvrté zvolen poslancem za MSZP v jednomandátovém volebním obvodu (Budapest XVIII. ker.).
- Parlamentní volby v Maďarsku 2006: popáte zvolen poslancem z celostátní kandidátní listiny MSZP. Po abdikaci stranické kolegyině Katalin Szili byl dne 14. září 2009 zvolen předsedou parlamentu. Tuto funkci zastával do konce 5. volebního období, kdy jej 14. května 2010 nahradil Pál Schmitt (Fidesz).